# ونان
ونان، روستایی است از توابع بخش قاهان شهرستان جعفرآباد در استان قم ایران.
در گذشته اهالی ونان درآمد خود را از کشاورزی و دامداری داشتند؛ اما باخشکسالی‌های اخیر عده ای به شهر (اغلب تهران)مهاجرت کرده‌اند.

## جمعیت
این روستا در دهستان کهندان قرار دارد و براساس سرشماری مرکز آمار ایران در سال ۱۳۸۵، جمعیت آن ۱۹۲ نفر (۶۶خانوار) بوده‌است.